# Подлипник, Матиц
Матиц Подлипник (словен. Matic Podlipnik; род. 9 августа 1992, Есенице) — словенский хоккеист, защитник клуба Альпийской хоккейной лиги «Кицбюэль» и сборной Словении.

## Биография
Выступал за клуб «Есенице» в чемпионате Словении среди молодёжных составов. В сезоне 2009/2010 выступал за «Ред Булл» Зальцбург в молодёжном чемпионате Австрии, позже стал игроком дублирующего состава. После сезона 2011/2012 перешёл в чешский клуб «Дукла» из Йиглавы, выступавший во Второй чешской лиге. На правах аренды играл в «Пельгржимове» в Третьей чешской лиге.
В начале декабря 2014 года начал выступать за словенский клуб «Олимпия» из Любляны. Осенью 2015 года отправился в итальянский «Больцано», выступавший в Австрийской хоккейной лиге (провёл 18 игр, отметился двумя голевыми передачами), в январе 2016 года перешёл в «Горацку-Славию» из Первой чешской лиги. Через год стал игроком французского «Лиона» из Лиги Магнуса, затем вернулся в Первую чешскую лигу и провёл два сезона с «Энергией» из Карловых Вар.
В сезоне 2019/2020 играл в братиславском «Словане», но из-за травм выходил на лёд нерегулярно, в феврале покинул команду и остаток сезона доигрывал в клубе-аутсайдере немецкой лиги DEL2 «Ландсхут».
В составе юниорской сборной Словении дважды играл на чемпионатах мира до 18 лет. В составе основной сборной заявлен на матчи зимних Олимпийских игр в Сочи. Провёл пять игр на турнире, в том же году в первом дивизионе A чемпионата мира провёл пять игр.
Матиц также занимается инлайн-хоккеем: на чемпионатах мира 2012 и 2013 года он играл за сборную Словении.

## Достижения
- Чемпион Австрии среди молодёжных составов: 2010
- Победитель первого дивизиона чемпионата мира: 2014